# Jan Chylewski
Jan Władysław Chylewski (ur. 27 czerwca 1891 w Łękach Wielkich, zm. wiosną 1940 w Charkowie) – podpułkownik artylerii Wojska Polskiego, działacz niepodległościowy, kawaler Orderu Virtuti Militari, ofiara zbrodni katyńskiej.

## Życiorys
Urodził się 27 czerwca 1891 w Łękach Wielkich, w powiecie kościańskim, w rodzinie Adama i Antoniny.  
W czasie I wojny światowej, w latach 1914–1918 służył w armii niemieckiej. W 1917 r. otrzymał nominację na podporucznika. Jako dowódca 1 baterii 1 dywizjonu artylerii ciężkiej wielkopolskiej wziął udział w powstaniu wielkopolskim.
Po zakończeniu wojny, w 1919, został przyjęty do Wojska Polskiego i zweryfikowany do stopnia kapitana ze starszeństwem z dniem 1 czerwca 1919 i przydzielony do 17 pułku artylerii ciężkiej. W jednostce służył do 1921 roku. W 1921 został przydzielony do 7 pułku artylerii ciężkiej. W 1928 został mianowany majorem ze starszeństwem z dniem 1 stycznia 1928 i służył w Szkole Podchorążych Rezerwy Artylerii. Od 1930 służył w 8 pułku artylerii ciężkiej jako dowódca dyonu. 28 czerwca 1933 roku został przesunięty na stanowisko kwatermistrza pułku. 24 stycznia 1934 roku został awansowany na podpułkownika ze starszeństwem z dniem 1 stycznia 1934 roku i 13. lokatą w korpusie oficerów artylerii. W czerwcu 1934 został przeniesiony do 2 pułku artylerii ciężkiej w Chełmie na stanowisko zastępcy dowódcy pułku. 2 sierpnia 1937 objął obowiązki komendanta Mazowieckiej Szkoły Podchorążych Rezerwy Artylerii w Zambrowie.
W 1939 kadra Mazowieckiej Szkoły Podchorążych Rezerwy Artylerii wraz z kadrą Wołyńskiej Szkoły Podchorążych Rezerwy Artylerii została skierowana do Włodzimierza Wołyńskiego. Kilkunastu oficerów dostało się do niewoli sowieckiej, wśród nich Jan Chylewski. Przebywał w obozie w Starobielsku. Wiosną 1940 został zamordowany przez funkcjonariuszy NKWD w Charkowie i pogrzebany potajemnie w bezimiennej mogile zbiorowej w Piatichatkach, gdzie od 17 czerwca 2000 mieści się oficjalnie Cmentarz Ofiar Totalitaryzmu w Charkowie.
5 października 2007 minister obrony narodowej Aleksander Szczygło mianował go pośmiertnie na stopień pułkownika. Awans został ogłoszony 9 listopada 2007 w Warszawie, w trakcie uroczystości „Katyń Pamiętamy – Uczcijmy Pamięć Bohaterów”.

## Ordery i odznaczenia
- Krzyż Srebrny Orderu Wojskowego Virtuti Militari nr 4725 – 1922[18]
- Krzyż Niepodległości – 20 lipca 1932 „za pracę w dziele odzyskania niepodległości”[19]
- Krzyż Oficerski Orderu Odrodzenia Polski
- Krzyż Walecznych dwukrotnie (po raz pierwszy w 1921[20])
- Złoty Krzyż Zasługi po raz pierwszy – 10 listopada 1928[21]
- Złoty Krzyż Zasługi po raz drugi – 18 lutego 1939 „za zasługi na polu pracy społecznej”[22]
- Medal Pamiątkowy za Wojnę 1918–1921
- Medal Dziesięciolecia Odzyskanej Niepodległości